# Жмерино
Жмерино (укр. Жмерине) — село,
Выводовский сельский совет,
Томаковский район,
Днепропетровская область,
Украина.
Код КОАТУУ — 1225482004. Население по переписи 2001 года составляло 48 человек .

## Географическое положение
Село Жмерино находится на расстоянии в 1,5 км от сёл Миролюбовка, Грушевое, Выводово и Анновка.
По селу протекает пересыхающий ручей с запрудой.
Рядом проходит автомобильная дорога Т-0420.